# Ваня Кастрева
Ваня Фердинандова Кастрева-Монова е българска учителка, бивш заместник-министър на образованието и науката, началник на Регионалното управление на образованието – София-град от 2006 година.

## Биография
Ваня Кастрева е родена в София на 5 януари 1960 г. Завършва 21 СОУ „Христо Ботев“. Има образователни степени магистър по история в Историческия факултет и по образователен мениджмънт във Факултета по педагогика на Софийския държавен университет, както и доктор по педагогика на Пловдивския университет „Паисий Хилендарски“, където е била докторантка в катедра „Педагогика и управление на образованието“. Владее руски и английски език.
Работила е като редактор на документална литература в издателство „Младеж“ и като учител по история в 119-о училище „Акад. Михаил Арнаудов“. От 1998 до 2006 г. е директор на 2 СОУ „Академик Емилиян Станев“.
От 13 юни 2006 г. е началник на Регионалния инспекторат по образование в София. Ръководи и участва в международни проекти по Оперативна програма „Развитие на човешките ресурси“, Оперативна програма „Административен капацитет“ и Програма „Еразъм+“. Сгрешена е задача на олимпиадата по математика в София за 8-и клас през декември 2012 г., което тя коментира.
На 13 август 2014 г. става служебен заместник-министър на образованието. От 7 ноември 2014 г. е заместник-министър на образованието и науката във второто правителство на Бойко Борисов. Добива известност през януари 2016 г., след като в сутрешния блок на „бтв“ заявява, че Робинзон Крузо е автор, когото учениците ще изучават. На 1 февруари 2016 г. министърът на образованието Тодор Танев подава оставка, след като му е поискана от премиера Бойко Борисов. Заедно с него напуска поста си на заместник-министър и Ваня Кастрева.
След това е началник на Регионалното управление на образованието в област София-град. Сгрешени са задачи на олимпиадата по математика в София за 4-ти клас и през декември 2016 г. През 2017 г. уволнява директора на СМГ Антони Стоянов, което предизвиква остра обществена реакция.

## Публикации
- „И не заглъхва ехото в Балкана“, изд. „Народна младеж“, София, 1989 – сборник със спомени, статии, публицистика, документи и писма, посветен на Руско-турската освободителна война от 1877 – 1878 г., издаден и в Москва
- „Помагало за зрелостници и кандидат-студенти по история на България“, София, 1996
- „Финансова автономия в българското училище в условията на делегираните бюджети“, София: Парадигма, 2017
- публикации в периодичния печат на исторически материали, статии в областта на методиката в обучението по история и финансирането на средното образование

## Награди
- Почетен знак „Сърцето на София“[12]
- Почетно отличие „Неофит Рилски“ на Министерството на образованието и науката през 2015 година за цялостна дейност в системата на българското образование[13]
- Грамота „Ефективен CAF потребител“ на Института по публична администрация за високо качество и организация на административните услуги на Регионалното управление на образованието в София-град през 2018 година[14]
- Отличие „Почетен знак на Столична община“ от СОС[15][16]
- Посланик на доброто на Държавната агенция за закрила на детето (ДАЗД) за 2021 г.[17]